# 羽枝耳平藓
羽枝耳平藓（学名：Calyptothecium pinnatum）为蕨藓科耳平藓属下的一个种。